# Hermann Loew (Verwaltungsjurist)
Hermann Loew (* 5. Juli 1882 in Zweibrücken; † 20. Mai 1944 in Augsburg) war ein deutscher Verwaltungsjurist und Landrat.

## Leben
Nach dem Abitur am Herzog-Wolfgang-Gymnasium in Zweibrücken leistete Hermann Loew seinen Militärdienst als Einjährig-Freiwilliger und absolvierte ein Studium der Rechtswissenschaften an der  Ludwig-Maximilians-Universität München (dort Mitglied der Akademischen Turnerverbindung Germania) und der Friedrich-Alexander-Universität Erlangen-Nürnberg. Nach der ersten juristischen Staatsprüfung folgte in Kaiserslautern der dreijährige Vorbereitungsdienst (Referendariat), der ihn zum dortigen Amts- und Landgericht sowie zum Bezirksamt Kaiserslautern führte. Nach dem Großen juristischen Staatsexamen im Jahre 1907 erhielt er eine Anstellung als Rechtspraktikant beim Finanzamt Kaiserslautern und später bei der Regierung der Pfalz, wo er in der Kammer der Finanzen eingesetzt war. Im August 1909 kam er zur Regierung von Oberbayern, wechselte 1911 zur Polizeidirektion München, wo er bis zu seinem Weggang als Assessor beim Bezirksamt Rockenhausen blieb.
Während des Kriegseinsatzes erlitt er einen Reitunfall, so dass er Leiter der Verwaltungsabteilung im Armeeoberkommando wurde. Am 1. November 1925 wurden ihm Rang und Titel eines Regierungsrats verliehen. Nach sechsjähriger Tätigkeit im Bezirksamt München wurde er am 1. August 1932 zum Bezirksamtsvorstand (ab 1939 Landrat) des Bezirksamtes Landsberg am Lech (ab 1939 Landkreis Landsberg am Lech) ernannt. In diesem Amt blieb er bis zu seinem – aus gesundheitlichen Gründen – vorzeitigen Eintritt in den Ruhestand zum 1. Mai 1942.
Loew war zum 1. Mai 1933 in die NSDAP eingetreten (Mitgliedsnummer 3.423.252) und wurde dort als Kreisredner eingesetzt.